# Albert Herter
Albert Herter (1871 – New York, 1950) è stato un pittore e artista statunitense.

## Biografia
Studiò sia a New York (presso la Art Students League) che a Parigi, dove durante gli anni di pratica presso l'atelier di Jean-Paul Laurens conobbe Adele McGinnis, studentessa d'arte, la sua futura moglie. La donna riceverà una ricca eredità proveniente da suo padre. La coppia si reca per qualche tempo in Giappone con l'intenzione di dipingere, torneranno in seguito nel continente stabilendosi ad East Hampton.
Proveniva da una famiglia di artisti, suo padre infatti (Christian Herter, 1839–1883) formò con lo zio (Gustave, 1830–1898) il famoso duo Herter Brothers. Fu il padre di Christian Archibald Herter, cinquantatreesimo segretario di Stato degli Stati Uniti.

## Opere
Fra le sue opere più famose il dipinto di 60 m², presente nel Gare de Paris Est (una grande stazione ferroviaria  di Parigi) dove rappresentava la partenza dei soldati al fronte (agosto 1914), esposta a partire dal 1926. Il dipinto venne celebrato in memoria del figlio, Albert Everis, ucciso vicino a Château-Thierry negli ultimi mesi della prima guerra mondiale e inaugurato alla presenza del Maréchal Joffre.